# Hepatitis
Hepatitis je u gastroenterologiji svaka upalna bolest jetre. Klinička slika i prognoza, kao i terapija ovisi o uzroku. Svjetski dan hepatitisa obilježava se 19. svibnja.

## Znakovi i simptomi
Hepatitis se manifestira abdominalnom boli, povišenom tjelesnom temperaturom, hepatomegalijom (povećanje jetre) i dr. Neki se kronični oblici hepatitisa manifestiraju malim brojem znakova i simptoma i to tek kada je došlo do dugotrajne upale koja je dovela do zamjene jetrenih stanica vezivnim tkivom, odnosno kada je došlo do ciroze.

## Podjela

### Virusni hepatitis
Akutni hepatitis najčešće nastaje zbog infekcija virusima:
- hepatitis A
- hepatitis B
- hepatitis C
- hepatitis D (samo ako je prisutan i virus hepatitisa B)
- hepatitis E
- hepatitis G

No može biti uzrokovan i jednim od sljedećih virusa:
- virusima parotitisa
- virusima rubele
- citomegalovirusom
- Epstein-Barrovim virusom
- virusima herpesa

#### Hepatitis A
Hepatitis A je enterovirus koji se prenosi fekalno-oralnim putem (npr. kontaminirana hrana). Uzrokuje akutnu vrstu hepatitisa, dok kronični ne postoji. Bolesnikov imunološki sustav stvara antitijela protiv hepatitisa A koja će zaštiti organizam. Kao mjera prevencije postoji cjepivo protiv hepatitisa A.

#### Hepatitis B
Hepatitis B uzrokuje i akutni i kronični hepatitis u bolesnika koji nisu u mogućnosti ukloniti virus. Prijenos može biti preko zaražene krvi (transfuzija - danas vrlo rijetko), tetovažama (tetovaže napravljene i amaterski i profesionalno), spolnim odnosom ili vertikalnim prijenosom (s majke na fetus). Ipak, u 50 % slučajeva uzrok infekcije ne može se odrediti. Kontakt krvlju može se ostvariti razmjenom šprica za intravensko uzimanje droge, brijaćim priborom kao npr. žiletima, ili diranjem rana inficiranih osoba. Kao mjera prevencije u mnogim zemljama postoji program zamjene šprica i igala. U SAD-u, 95 % pacijenata se izliječi i stvori antitijela protiv virusa hepatitisa B. No, 5 %  bolesnika se ne izliječi te nastane kronična infekcija. Samo su te osobe pod rizikom od nastanka dugotrajnih komplikacija hepatitisa B. Bolesnici s hepatitisom B stvaraju antitijela protiv virusa hepatitisa B, ali ta antitijela nisu u dovoljo velikoj količini da suzbiju infekciju koja se smješta u DNK napadnutih stanica jetre. Stalni nastanak virusa u kombinaciji s antitijelima, vjerojatno će stvoriti kompleksnu imuno-bolest, tipičnu za takve bolesnike. Postoji cijepivo za prevenciju nastanka infekcije hepatitisom B. Zbog kroničnih komplikacija hepatitisa (ciroza i hepatocelularni karcinom), godišnje umire 500 000 do 1 200 000 osoba. Hepatitis B je endemičan u velikom broju južno-istočnih Azijskih država, gdje su ciroza i hepatocelularni karcinomi sve češći uzroci smrti.
Godišnje se u Hrvatskoj sve do 2004. godine registriralo oko 200 oboljelih, a od tada se broj registriranih osoba smanjuje te je u 2009. godini prijavljeno 116 osoba oboljelih od hepatitisa uzrokovanog HBV-om, a u 2010. godini 58 slučajeva.

#### Hepatitis C
Hepatitis C (izvorno "non-A non-B hepatitis") se vjerojatno ne prenosi seksualnim kontaktom, već samo preko krvi. Dovodi do nastanka kroničnog oblika hepatitisa, koji obično prelazi u cirozu. Može ostati asimptomatičan 10-20 godina. Ne postoji cjepivo za hepatitis C. Bolesnici s hepatitisom C su skloni zarazi hepatitisom A ili B. Stoga se svi bolesnici s hepatitisom C cijepe protiv hepatitisa A i hepatitisa B.

#### Hepatitis D i E
Ostala dva poznata hepatovirusa su hepatitis D i hepatitis E. Hepatitis D se ne može širiti bez prisutnosti virusa hepatitisa B, jer njegovom genomu nedostaju neki bitni geni. Klinička slika hepatitisa E je vrlo slična onoj hepatitisa A, iako može drugačije djelovati u nekih bolesnika, posebice trudnica; najrasprostranjeniji je na Indijskom subkontinentu.
| Hepatitis | Inkubacija            | Prijenos | Simptomi | Cjepivo | Prevencija |
| --------- | --------------------- | --- | --- | --- | --- |
| A         | 15 do 50 dana         | zaražena voda i hrana, prljave ruke, izmet, krv i tjelesne tekućine | žutica, umor, bol u trbuhu, gubitak apetita, mučnina, proljev, temperatura i groznica; odrasli imaju češće simptome nego djeca                                           | da; rizičnim skupinama, te onima koji pate od nekih bolesti (hemofilija, kronične bolesti jetre, hepatitis B i C | cjepivo, higijena (uvijek prati ruke nakon obavljene nužde, mijenjanja pelena, prije pripremanja hrane)                        |
| B         | 45 do 180 dana        | širi se spolnim putem kod heteroseksualnih i homoseksualnih odnosa (nekorištenje kondoma, dijeljenjem igala, (narkomani, preko inficirane majke na dijete, krvnih pripravaka, tetovaže i piercinga | mučnina, povraćanje, bolovi u trbuhu, žutica, umor, gubitak apetita, bol u zglobovima; oko 30 % oboljelih nema nikakve znakove bolesti (posebice djeca)                  | da; cijepljenje djece (u Hrvatskoj 6. razred osnovne škole; cijepljenje odraslih, posebice rizičnih skupina      | cijepljenje, izbjegavanje rizičnog seksualnog ponašanja, liječenje narkomana, zamjena igala, oprez kod tetoviranja i piercinga |
| C         | 2 tjedna do 6 mjeseci | krv i tjelesne tekućine zaražene osobe, dijeljenje igala (narkomani), rjeđe spolnim putem i preko inficirane majke na dijete, tetovažama i piercingom                                              | žutica, umor, tamna mokraća, bol u trbuhu, gubitak apetita, mučnina; bez simptoma je gotovo 80 % slučajeva ili se javljaju nespecifični simptomi (ekcem, mišićni bolovi) | ne | izbjegavanje rizičnog ponašanja (narkomanija, promiskuitet)                                                                    |
| D         | 2 tjedna do 6 mjeseci | krv i druge tjelesne tekućine zaraženih, igle | simptomi slični onima kod hepatitisa B | da (isto kao hepatitis B)                                                                                        | isto kao kod hepatitisa B |
| E         | 15 do 64 dana         | zaražena hrana i voda, prljave ruke, stolica, krv, i tjelesne tekućine zaraženih | slabost, mučnina, bol u trbuhu, žutica | ne | higijena (pranje ruku nakon obavljene nužde, mijenjanja pelena, prije pripreme hrane)                                          |

### Alkoholni hepatitis
Etanol, glavni sastojak alkoholnih pića, također može uzrokovati hepatitis. Alkoholni hepatitis najčešće nastaje nakon dugotrajne konzumacije alkohola. Alkoholni hepatitis se manifestira velikim brojem simptoma, neki od njih su: malaksalost, povećanje jetre, stvaranje tekućine u abdomenu (ascites)... Alkoholni hepatitis može varirati od blagog do ozbiljne upale s nastankom žutice, produljenjem protrombinskog vremena i zatajivanjem jetre.
Alkohoni hepatitis ne mora dovesti do ciroze, no ciroza je češća u bolesnika s dugotrajnim konzumiranjem alkohola. 

### Hepatitis uzrokavan lijekovima
Veliki broj lijekova može uzrokovati hepatitis. 
Lijek za diabetes Troglitazone, 2000. je povučen iz prodaje zbog uzrokovanja hepatitisa. Ostali lijekovi koji mogu uzrovati hepatitis:
- halotan (posebni anestetički plin)
- metildopa (antihipertenziv)
- izoniazid (INH) i rifampicin (antituberkulotici)
- fenitoin i valproična kiselina (antiepileptici)
- zidovudin (antiretrovirotik npr. protiv AIDS-a)
- ketokonazol (antifungik)
- nifedipin (antihipertenziv)
- ibuprofen i indometacin (NSAID)
- amitriptilin (antidepresiv)
- amiodaron (antiaritmik)
- nitrofurantoin (antibiotik)
- Neke ljekovite biljke i nutricijski dodatci

### Autoimuni hepatitis
Autoimuni hepatitis je kronična bolest, autoimunog porijekla koju karakterizira trajna upala i nekroza jetre.

## Vanjske poveznice
- O hepatitisu - udruga hepatos  Arhivirana inačica izvorne stranice od 17. rujna 2008. (Wayback Machine)
- O hepatitisu

|  | Molimo pročitajte upozorenje o korištenju medicinskih informacija. Ne provodite liječenje bez savjetovanja s liječnikom! |